# Antoni Sarnacki
Antoni Sarnacki  herbu Ślepowron – skarbnik bielski w latach 1757-1779, łowczy bielski w latach 1755-1757, marszałek generalny ziem pruskich.
W załączniku do depeszy z 2 października 1767 roku do prezydenta Kolegium Spraw Zagranicznych Imperium Rosyjskiego Nikity Panina, poseł rosyjski Nikołaj Repnin określił go jako posła wątpliwego dla realizacji rosyjskich planów na sejmie 1767 roku, poseł powiatu sztumskiego na sejm 1767 roku.